# Il labirinto magico
Il labirinto magico (The Magic Labyrinth) è un romanzo di fantascienza del 1980 dello scrittore statunitense Philip José Farmer, quarto capitolo del ciclo del Mondo del Fiume; in origine l'autore prevedeva che fosse l'ultimo, prima di risolversi a scrivere il seguito Gli dei del Fiume.

## Trama
Il libro inizia seguendo il punto di vista dello Straniero Misterioso, anche conosciuto come X, l'Etico rinnegato che ha contattato molte persone nella valle e arruolandole al suo servizio.
X si era presentato nelle vesti dell'ingegnere Barry Thorne sul dirigibile Parseval dove aveva assassinato Milton Firebrass e molti altri, i quali invece erano compagni Etici.
Ora si presenta come un Maya di nome Ah Qaaq e sta viaggiando in compagnia del poeta cinese Li Po.
Attraverso un suo dialogo interiore rivela al lettore alcuni dei suoi segreti.
La sua identità era stata scoperta da Monat Grrautut, che era il direttore del progetto del Mondo del Fiume.
Monat lo aveva richiamato alla Torre Nera per essere giudicato.
Tuttavia, X aveva utilizzato un comando a distanza per uccidere tutti gli abitanti della torre e arrestare le resurrezioni in modo che gli agenti della valle non potessero tornare alla torre.
Bloccato nella valle come gli altri aveva cominciato a viaggiare lungo il fiume, sperando di riuscire ad avere un passaggio su uno dei battelli.
Il dialogo interiore termina uno dei giorni più traumatici sul Mondo del Fiume: il giorno in cui le pietre del graal sulla riva sinistra cominciano a non funzionare.
Ciò era già successo una volta, quando il meteorite che Sam Clemens aveva scoperto nel secondo libro aveva rotto il circuito che li alimentava.
Allora il danno era stato riparato dagli Etici.
Ma questa volta gli Etici o sono tutti morti o sono bloccati nella valle.
A questo punto dopo che le pietre del graal non riprendono a funzionare gli abitanti della riva sinistra, presi dal panico, invadono in massa la riva destra causando un immenso conflitto in cui metà dell'umanità muore
Nello stesso tempo, Richard Burton ed i suoi amici si sono uniti all'equipaggio della nave del re Giovanni il Rex Grandissimus.
Essi partecipano alla difesa della barca dopo che le pietre a fungo si sono guastate e Burton, spacciandosi per un guerriero britannico del Medio evo, alla fine diventa il capo della sicurezza di re Giovanni.
Un giorno Tom Mix, Jack London, e Peter Frigate cercano di entrare a far parte dell'equipaggio.
Burton, riconoscendo in Frigate colui che lo aveva tradito lo attacca.
Rendendosi poi conto che questo Frigate non è il Frigate al servizio degli etici che lo aveva tradito, Burton alla fine ne diventa amico e alleato di Mix e London.
Il falso Frigate è scomparso, ma il suo compagno di viaggio, Monat Grrautut, ha abbordato la nave di Sam Clemens.
Poco dopo l'imbarco, Monat viene ucciso dall'Etico rinnegato X.
Infine i due battelli raggiungono Virolando, un ampio lago, che è l'ultimo luogo abitato prima delle sorgenti.
È anche la sede della Chiesa pacifista della Seconda Possibilità, di cui Hermann Göring è diventato un sacerdote.
Re Giovanni e Clemens, infine, arrivano alla resa dei conti. Inizialmente si comincia con una lotta aerea. Quando gli aerei di entrambi gli schieramenti sono stati distrutti, i due grandi battelli si attaccano l'un l'altro.
Nel conflitto che ne consegue entrambi battelli sono distrutti e la maggior parte dell'equipaggio muore mentre i due capitani sono uccisi.
Re Giovanni viene ucciso da Clemens, Clemens muore d'infarto dopo essere stato tirato su dall'acqua dal suo mortale nemico Erik Bloodaxe. Clemens muore prima di accorgersi che Bloodaxe è diventato un seguace della Chiesa della Seconda Possibilità, e non cerca vendetta contro Clemens.
Tra i sopravvissuti ci sono Burton, Frigate, Alice, Kaz, Joe Miller, Li Po, Ah Qaaq, e Nur ed Din.
Essi si uniscono al pianista statunitense Tom Turpin, la scrittrice inglese Aphra Behn, un uomo che dichiara di essere Gilgamesh, e il soldato francese Jean Marcelin, barone de Marbot.
Prendono una delle lance di salvataggio della nave, l'unico mezzo per procedere verso monte.
Essi scalano la cascata alla fine del fiume e si fanno strada, dopo molte difficoltà, verso il mare polare. Quando arrivano alla torre smascherano Ah Qaaq che si rivela essere il rinnegato Etico e lo tengono prigioniero.
Egli spiega la sua vera identità come quella di Loga, figlio del re Priamo di Troia.
Come tutti i bambini morti prima dei cinque anni, è stato resuscitato secoli prima e cresciuto dagli Etici alieni per essere uno dei loro agenti.
Loga dice che la data attuale è il 2307 e rivela anche lo scopo del Fiume: è stato concepito come una grande prova morale, per permettere all'umanità di progredire fino al punto in cui possa raggiungere l'illuminazione.
Quando il progetto sarà portato a termine le anime di coloro che non hanno raggiunto l'illuminazione saranno lasciati liberi di vagare senza meta nell'universo.
Loga racconta di essere divenuto ossessionato di risparmiare questo destino alla sua famiglia terrena, e ha lavorato per sabotare il progetto.
Pertanto è stato colui che ha risvegliato Burton prematuramente, reclutato Clemens e gli altri, e ha usato i satelliti per dirigere il meteorite ad atterrare vicino Clemens.
Mentre sta rivelando tutto questo scoprono che c'è un problema con il computer che gestisce la torre.
Una parte funzionava male, e dato che non c'era nessuno a ripararla il problema ha raggiunto un punto critico.
Se non si interviene nel computer questo cesserà di funzionare, rilasciando tutte le wathan memorizzate, ovvero le anime, delle persone che sono morte sul Mondo del Fiume.
Senza le wathan queste persone non potranno mai essere riportate in vita.
Inoltre, Monat, prima di morire, ha bloccato gli altri utenti dalla possibilità di accedere al computer.
Göring, che aveva seguito il gruppo alla torre, tenta di riparare il computer, ma viene ucciso dalle misure di sicurezza messe in atto da Monat.
Alice allora escogita un modo per aggirare questa programmazione, e disattivare la sicurezza.
Loga quindi è in grado di riparare il computer.

## Edizioni
- Philip José Farmer, The Magic Labirinth, Putnam Publishing Group, 1980.